# AWMF-Regelwerk Leitlinien

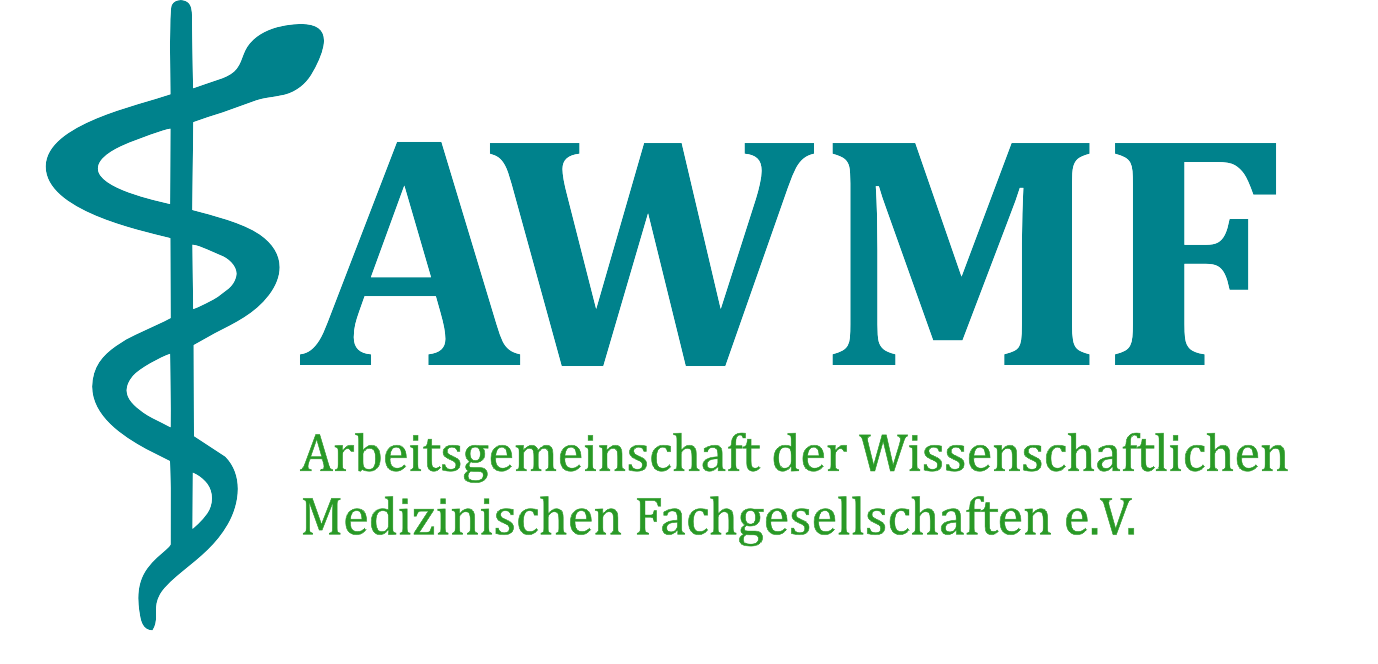

Das AWMF-Regelwerk Leitlinien ist ein von der Arbeitsgemeinschaft der Wissenschaftlichen Medizinischen Fachgesellschaften seit Anfang der 2010er Jahre entwickelter  Leitfaden für die Entwicklung, Erstellung und Veröffentlichung von medizinischen Leitlinien. Es ist im Internet zugänglich über das AWMF-Leitlinienportal unter der Internet-Adresse unter register.awmf.org/de/start.
Das Regelwerk dient der Sicherstellung und Darlegung der Qualität von Leitlinien im Rahmen des AWMF-Leitlinienprogramms. Die Berücksichtigung der Regeln ist eine der Voraussetzungen für die Aufnahme von Leitlinien in das Leitlinienregister der AWMF.

## Ziele
Die Ablaufpläne, Hilfen und Werkzeuge des Leitfadens richten sich in erster Linie an Leitlinien-Entwickler. Ziel ist dabei, die Leitlinien der Fachgesellschaften nach einem reproduzierbaren Verfahren mit einem bestmöglichen wissenschaftlichen Anspruch zu erstellen und den Erstellungsprozess transparent zu machen. Leitlinien, die unter Berücksichtigung der im AWMF-Regelwerk Leitlinien beschriebenen Empfehlungen entwickelt wurden, werden im AWMF-Leitlinienregister über das Internet allgemein zugänglich gemacht.

## Inhalt
Der Leitfaden enthält unter anderem
- Angaben zur Definition medizinischer Leitlinien
- Hilfen für die Leitlinienentwicklung
- Empfehlungen zur Leitlinien-Implementierung[8]
- Hinweise auf Förderprogramme zur Leitlinienerstellung.[9]
- Voraussetzungen und Vorgehensweisen zur Aufnahme einer Leitlinie in das AWMF-Leitlinienregister.

Als Grundlagen dienten unter anderem
- die „Qualitätskriterien für Leitlinien“ der AMWF.[10]
- das Leitlinien-Manual von AWMF und ÄZQ
- das DELBI-Instrument (Deutsches Leitlinien-Bewertungsinstrument)
- das internationale AGREE-Instrument
- die Qualitätskriterien des internationalen Leitliniennetzwerks G-I-N, zu dessen Gründungsmitgliedern die AWMF im Jahr 2002 gehörte.